# Цеку
Цеку (тзуку) — язык этнической группы тибетцев цеку, относящийся к тибетской группе бодских языков; отдельные исследователи сближают его с камским тибетским языком. На нём говорят в Тибетском автономном районе Китая. По данным отдельных источников, народность цеку проживает также в Непале и Бутане.
Число носителей составляет около 19000 человек, из которых около 12600 носителей по состоянию на 2000 год проживает в Китае. Активно используется в общении (статус 6a).
Язык бесписьменный.